# Tönisvorst
Die Stadt Tönisvorst liegt am Niederrhein im Westen des Landes Nordrhein-Westfalen und ist eine mittlere kreisangehörige Stadt des Kreises Viersen im Regierungsbezirk Düsseldorf. Sie besteht aus den beiden ursprünglich eigenständigen Hauptorten St. Tönis und Vorst – wobei letzterer von der Fläche, nicht aber der Einwohnerzahl her den größten Stadtteil darstellt – sowie den Siedlungen Laschenhütte, Hüserheide, Hochbend und Kehn.
Mit 29.319 Einwohnern (Stand: Dezember 2022) ist sie die fünftgrößte Stadt im Kreis Viersen. Die Stadt besteht in ihren heutigen Grenzen seit 1970, als im Rahmen der kommunalen Neugliederung die Vereinigung der vier heutigen Stadtteile aus den vorher zum Kreis Kempen-Krefeld zählenden Einzelgemeinden zur Gemeinde Tönisvorst beschlossen wurde, die 1979 die Stadtrechte erhielt.

## Geografie
Tönisvorst gehört zum Kreis Viersen, Regierungsbezirk Düsseldorf in Nordrhein-Westfalen und grenzt unmittelbar an die Städte Krefeld, Willich, Kempen und Viersen sowie an die Gemeinde Grefrath.
Die höchste jemals in Deutschland aufgezeichnete Temperatur wurde in Tönisvorst am 25. Juli 2019 mit 41,2 °C gemessen. Die Stadt hält diesen Rekord zusammen mit Duisburg-Baerl, wo am selben Tag die gleiche Temperatur aufgezeichnet wurde. Die tiefste je in Tönisvorst registrierte Temperatur trat am 16. Februar 1956 mit −20,5 °C auf.

## Geschichte
Tönisvorst wurde am 1. Januar 1970 aus den Gemeinden St. Tönis und Vorst sowie aus Teilen der Gemeinden Anrath, Neersen und Oedt gebildet.
Am 27. März 1979 wurde Tönisvorst durch die Landesregierung Nordrhein-Westfalen das Recht verliehen, künftig die Bezeichnung Stadt zu tragen.

### Frühzeit
In der Bronze- und Eisenzeit siedelten sich germanische und keltische Volksstämme am Niederrhein an. Erste Siedlungsspuren sind jungsteinzeitliche Funde wie ein Steinbeil (heute im Kramer-Museum Kempen) und Spuren eisenzeitlicher Siedlungsplätze an der heutigen Butzenstraße. Zwischen 58 und 51 v. Chr. eroberte Cäsar den linken Niederrhein. Brand- und Urnengräber, die an „Hinkes Weißhof“ in Vorst gefunden wurden, belegen eine römisch-germanische Siedlung im Raum Vorst.

### 5. bis 15. Jahrhundert
Während der fränkischen Landnahme siedelten nach Abzug der Römer fränkische Stammesverbände am Niederrhein, die das entstandene Machtvakuum füllten. Fränkische Siedler nahmen die schon unter den Römern hier ansässigen Germanenstämme in sich auf und legten in Form von Ackerburgen Einzelhofsiedlungen an. Mit Einfall der Wikinger etwa ab 900 zog sich der fränkische Landadel in die sumpfigen Niersniederungen zurück und legte hier Wehr- und Wohntürme auf künstlichen („Motten“) oder natürlichen Erhebungen („Donken“) an. Vorst wurde Honschaft („Große Honschaft“), das heißt ein Zusammenschluss mehrerer Gehöfte, denen ein Honne vorstand. Diese bäuerliche Verwaltungseinheit gehörte zusammen mit fünf weiteren Honschaften zum Amt Kempen, das wiederum zum Erzbistum Köln gehörte. Der Erzbischof war sowohl geistlicher als auch weltlicher Herrscher.
Die erste Erwähnung einer Kirche datiert aus dem Jahr 1131. Es wird vermutet, dass die Kirche auf die kleine Holzkapelle des Hauses Brempt – Ursprung und Keimzelle von Vorst – zurückgeht, die ihrerseits an der Stelle errichtet wurde, an der bereits die Germanen ihren Göttern gehuldigt haben. Dabei soll es sich um die höchste Erhebung in der Landschaft gehandelt haben. Erzbischof Friedrich I. von Schwarzenburg schenkte der Vorster Kirche Reliquien des heiligen Godehard, dem späteren Schutzpatron der Kirche. 1188 folgte die älteste Erwähnung von St. Tönis als Osterveerd. Die öde Heide im südlichen Teil der „Kleinen Honnschaft“ wird in einer Urkunde erstmals erwähnt und „Osterveerd“ genannt. 1259 war die erste schriftliche Erwähnung von Haus Donk.
In der ersten Hälfte des 14. Jahrhunderts folgte die erste Erwähnung von Haus Raedt und dem Gelleshof. Die kleine Holzkapelle von Vorst wurde durch einen romanischen Tuffsteinbau ersetzt. 1310 soll sie erste Pfarrrechte – das Trauen – erhalten haben. 1330 bis 1380 wurde das Amt Kempen mit einer sogenannten „Landwehr“ umgeben, einem Schutzwall aus Gräben, Wällen und Hecken. 1380 wurden in den Vorster Kirchen neben Trauungen auch Beerdigungen gestattet. Der Ort wurde Osterhaide genannt (= östliche Heide) und erhielt von Erzbischof Friedrich von Saarwerden die Genehmigung für eine Kapelle. St. Tönis entwickelte sich demnach auf dem Gebiet der „Kleinen Honschaft“ des kurkölnischen Amtes Kempen. Vermutlich wurde für die umliegenden Höfe eine schneller zu erreichende Kapelle gebaut. Die Kirche wurde mit der Zeit zur Keimzelle für die weitere Entwicklung.
Im Jahr 1396 wurde erstmals ein Kirchhof in der Nähe der Kapelle erwähnt. Im 15. Jahrhundert gab es erste Hinweise auf die Existenz einer Schule. 1443 wurde die Landwehr am „Stock“ und an der „Hückelsmay“ erweitert.
Im Jahr 1444 schlossen sich junge Männer zu Wehren zusammen, um Feld und Flur sowie Haus und Hof gegen Raubüberfälle zu schützen. Die Schützenbruderschaft St. Sebastianus wurde erstmals urkundlich erwähnt.
Von 1447 bis 1449 während der Soester Fehde stritten sich der Kölner Kurfürst und der Herzog von Kleve um die Vorherrschaft am Rhein. Vorst und St. Tönis mussten wie andere Honnschaften des Kurfürstentums Köln Mittel zu Kriegs- und Rüstungszwecken abliefern, was in Vorst zunächst in Form von Hafer erfolgte. Im Jahr 1479 war die erste urkundliche Erwähnung einer Windmühle in der St. Töniser Heide. Sie soll auf dem Ühlenberg am Weg nach Vorst gestanden haben. Dabei handelte es sich um eine Bockwindmühle.
Im Jahr 1482 wurde ein romanisches Kirchenschiff aus Tuffstein durch ein gotisches ersetzt, welches im Jahr 1894 abgebrochen wurde.

### 16. Jahrhundert
Im Jahr 1510 erhielt die St. Töniser Kirche einen Taufstein und damit das Recht, zu taufen. 1559 erhielt Vorst sämtliche Pfarrrechte, 1564 war das Gründungsjahr der Bürger-Junggesellen-Schützenbruderschaft, 1573 wurde auf einer Landkarte das heutige St. Tönis als „Sanct Antonius in der Heyde“ genannt. 1583 im Truchsessischen Krieg gehörten Vorst und St. Tönis nach wie vor zu Kurköln. Als sich der Kölner Erzbischof und Kurfürst Gebhard Truchsess von Waldburg zur Reformation bekannte, wurde er vom Papst und Deutschen Kaiser sämtlicher Ämter enthoben. Truchsess verbündete sich daraufhin mit dem ebenfalls reformierten Grafen von Moers sowie den Niederlanden, die sich im Freiheitskampf gegen Spanien befanden. In Köln regierte derweil Ernst von Bayern als Kölner Kurfürst. Bei Hüls besiegte Truchsess mit Graf Adolf zu Neuenahr und Moers den neu eingesetzten Kurfürsten von Köln, Ernst von Bayern. Die Folge: Söldner beherrschten das ungeschützte Land des Amtes Kempen und plünderten in der Folge Vorst und steckten die 1482 erbaute gotische Kirche in Brand. 1583 kam es in St. Tönis zu einem Hexenprozess. Von 1599 bis 1603 kam es nach dem Truchsessischen Krieg immer wieder zu Plünderungen in Vorst und St. Tönis durch niederländische Truppen und Truppeneinquartierungen.

### 17. Jahrhundert
Vor allem in den Jahren 1607, 1617 und 1634, in denen große Seuchen in der Gegend herrschten, kamen zahlreiche Prozessionen nach St. Tönis (oft bis zu 4000 Menschen), um beim Heiligen Antonius, dem Schutzpatron der Haustiere, Fürbitte zu erlangen. 1609 erfolgte die Genehmigung und Baubeginn für Befestigung (Wall, Graben, Tore) zum Schutz vor umherstreifenden Soldatengruppen. St. Tönis wurde mit Verteidigungswall, Graben und drei Toren umgeben. Damit einher gingen für den Marktflecken St. Thönis Rechte und Privilegien, wie das Abhalten von Jahrmärkten sowie das Privileg, von zusätzlichen Geldgaben und anderen Bedrängungen befreit zu sein.
Das Jahr 1642 war das „Hessenjahr“ im Dreißigjährigen Krieg. In der Schlacht an der Landwehr zwischen Krefeld und St. Tönis (Hückelsmay) errangen die Protestanten einen Sieg. Die protestantische Seite, bestehend aus französischen, hessischen und weimarerischen Truppen, bezogen auf kurkölnischem Land, nämlich hinter der Landwehr der „Großen Honschaft“, ihr Winterquartier. Der Kölner Erzbischof rief daraufhin die kaiserlichen Truppen zu Hilfe, um die Fremden zu vertreiben. Die kaiserlichen Truppen stellten sich in dem heutigen Forstwald, also nördlich der Landwehr, auf. Die Franzosen und Hessen allerdings besiegten die katholisch-kaiserlichen Truppen und verwüsteten anschließend Höfe und Dörfer des Amtes Kempen, so auch Vorst und St. Tönis. In St. Tönis fiel die Kirche den Flammen zum Opfer. 1652 war das Gründungsjahr der Kehner Junggesellen-Schützenbruderschaft. 1659 wurde auf einer Landkarte des Amtes Kempen der Ort als „St. Antonius“ bezeichnet.

### 18. Jahrhundert
Im Jahr 1731 entstand der Koitzhof (heute unter Denkmalschutz als Beispiel eines wasserumwehrten niederdeutschen Bauernhofes). Nach der Gründung einer Seidenfabrik in Krefeld konnten viele Vorster Hausweber, entstanden durch die Tradition der Leinenweberei, die Fabrik beliefern. 1745 wurde das heute älteste äußerlich unveränderte Wohnhaus – das Mertenshaus an der Kirchstraße – gebaut. 1758 gewann Preußen eine der entscheidenden Schlachten im Siebenjährigen Krieg auf Tönisvorster Boden, an der Hückelsmay auf der St. Töniser Heide, bei der Herzog Ferdinand von Braunschweig die Franzosen besiegte. Die Franzosen zogen sich nach Köln zurück, Vorst und St. Tönis fielen an Preußen. Das bestehende Vorster Schulgebäude – wohl in der Nähe der damaligen Kirche gelegen – wurde erweitert. 1765 wurde im Kehn das Hagelkreuz errichtet. 1769 erfolgte der Bau der Streuff-Mühle an der Kempener Straße (heute Gelderner Straße) durch die kurfürstliche Hofkammer. Diese aus Stein gebaute Turmwindmühle ersetzte die alte Bockwindmühle der Kölner Kurfürsten. Die Mühle war noch bis zum Zweiten Weltkrieg in Betrieb. Sie gilt als Wahrzeichen von Tönisvorst und verlor im Januar 2007 beim Orkan Kyrill ihre Flügel.
Im Jahr 1781 wurde der Wall abgetragen. 1785 erfolgte der Bau eines Schulgebäudes.
Im Jahr 1794 besetzten französische Revolutionstruppen das linke Rheinufer und damit auch St. Tönis und Vorst. Im Jahr 1798 wurde das Rheinland von den Franzosen in vier Departements (Rur/Roer, Rhein-Mosel, Saar und Donnersberg) aufgeteilt. Als unterste Verwaltungseinheit (Departements waren unterteilt in Arrondissements/etwa Regierungsbezirke, diese wiederum in Cantone/etwa Kreise und diese wieder in Mairien/Bürgermeistereien) in diesem Gebiet entstanden im Kanton Kempen die beiden Mairien Vorst und St. Tönis. Die Urkunden wurden von nun an auf Französisch abgefasst. Im Jahr 1799 wurden aufgrund der französischen Gesetze (Code Civil) erstmals Standesämter in St. Tönis und Vorst eingerichtet, fortan zuständig für die Schließung von Zivilehen sowie für die Registrierung von Geburten und Sterbefällen. Bis zu diesem Zeitpunkt waren diese Aufgaben den Kirchen vorbehalten.

### 19. Jahrhundert
Im Jahr 1801 wurde im Frieden von Lunéville der Niederrhein offiziell an Frankreich abgetreten und St. Tönis in Saint Antoine umbenannt. 1809 wurde der Rettungsverein in St. Tönis gegründet, welcher zur Freiwilligen Feuerwehr Tönisvorst wurde. 1813 verwüstete ein Feuer Teile von Vorst, eine Bäckerei, eine Gaststätte und alle Häuser am westlichen Markt sowie einige Häuser der Kuhstraße.
Beim Wiener Kongress im Jahr 1815 kam es zur Wiederherstellung der vorrevolutionären politischen Ordnung und Neuaufteilung Europas. Der Niederrhein und demzufolge auch Vorst und St. Tönis kamen zu Preußen. Die beiden französischen Mairien waren nun preußische Bürgermeistereien, die 1816 in den neuen Kreis Kempen eingegliedert wurden. 1816/1817 war ein Hungerwinter, der Schulunterricht fiel aufgrund der Kälte aus. Um 1818/1819 wurde die Honschaft Kehn mit Vorst zusammengefasst. Ab 1821 wurde St. Tönis ohne „h“ geschrieben.
Von 1823 bis 1851 und später nochmals von 1863 bis 1865 führte Bürgermeister Gerhard Seulen (1796–1865), Major a. D., gleichermaßen die Geschicke von Vorst und St. Tönis vom Koitzhof (Seulenhof) in der Huverheide aus. 1826 wurden die Postgeschäfte durch eine „reitende Post“ erledigt, die dreimal wöchentlich von Krefeld über St. Tönis, Anrath und Viersen nach Dülken und zurück über Süchteln, Vorst und St. Tönis nach Krefeld verkehrte. Die Einwohnerzahl in St. Tönis lag zu dieser Zeit bei 2911. Eine Poststelle wurde in St. Tönis im Jahr 1830 errichtet.
Im Jahr 1834 verkehrte auf der Poststrecke eine tägliche Fahrpost. An diese Zeit soll heute noch der Straßenname „Nüss Drenk“ (zu deutsch: Neußer Tränke) erinnern. 1835 wurden Tore abgebrochen. 1836 kam es zur Einweihung der neuen Schule in Unterweiden, heute Kempen. 1837 folgte die Gründung der Brauerei Rixen. 1840–1860 kam es in der Rheinkrise zu Spannungen im französisch-deutschen Verhältnis. Es erfolgte der Ausbau der Verkehrswege als Landstraße bis Süchteln, Chaussee nach Anrath und Landstraße nach Oedt.
Da der alte Friedhof an der Kirche 1841 wegen der wachsenden Bevölkerung nicht mehr ausreichte, wurde ein neuer Friedhof an der Anrather Straße eingerichtet. Die Knabenschule am Kirchplatz wurde eingeweiht. Im Jahr 1844 wurde ein Armen- und Krankenhaus an der Kempener Straße erbaut. Im Jahr 1849 erfolgte der Anschluss an das Eisenbahnnetz. Die Jahre von 1849 bis 1853 waren die Blütezeit der Vorster Seidenweber, die zu Hause an ihren Handweberstühlen produzieren konnten.
Im Jahr 1851 wurde der Kirchturm der Kirche ausgebaut. Er hatte zuletzt den Spitznamen „St. Töniser-Stüpp“. Im Jahr 1854 ließ sich der erste Arzt in Vorst nieder. Im Jahr 1855 kam es im Ort zu einer Textilkrise. Im Jahr 1857 wurde die Gemeindesparkasse eröffnet. Im Jahr 1858 entstand auf einem ehemaligen, zwischenzeitlich verlandeten Weiher (Bleiche), der unmittelbar am Dorfkern lag, eine Schule für Jungen; die Mädchen blieben im alten Schulgebäude. Es kam zur Einweihung des Hückelsmay-Denkmals. Das Krankenhaus wurde 1860 erbaut; dem Bau eines jüdischen Friedhofes am Strombusch wurde 1861 zugestimmt.
Das Eisenbahnnetz wurde 1863 mit einem Ausbau der Strecke Benrad – St. Tönis mit Bahnhof erweitert. Eine Terheggsche Windmühle entstand an der heutigen Mühlenstraße. 1866 kam es zum Bau einer Mädchenschule zwischen Kirchplatz und Kaiserstraße. 1867 wurde der Männergesangsverein Cäcilia gegründet – angeblich der langen Tradition der Weber folgend, die bei ihrer Arbeit viel sangen. 1870 entstand eine Mädchenschule an der damaligen Kastanienallee (heute Seulenstraße). Mit Errichtung der Mädchenschule wurde auch ein Rathaus inklusive Spritzenhaus für die Freiwillige Feuerwehr sowie Arrestzellen für Straftäter gebaut. Es folgte die Gründung eines Gesellenvereins nach dem Vorbild des Kerpeners Adolph Kolping, der sich zur Aufgabe machte: „Fortbilden der Handwerksgesellen, insbesondere die auf Wanderung befindlichen“. Um diese Zeit hatte St. Tönis einen eigenen Bahnhof.
Im Jahr 1871 entstand ein eigener Bahnhof in Vorst. Im Jahr 1873 kam es in dem Ort zu einem Kulturkampf mit Auseinandersetzungen zwischen Staat und katholischer Kirche. Dampfmühlen verdrängten die Windmühlen, Heinrich Mertens ließ am Wilhelmplatz eine große Dampfmühle errichten, die später sogar einen eigenen Bahnanschluss erhielt. Hier wurde sowohl Öl als auch Mehl hergestellt. 1874 wurde eine Telegrafenstation eingerichtet.
Im Jahr 1878 kam er zur Gründung des Reit- und Fahrvereins Vorst, des Turnvereins und der Brauerei Gebrüder Ortmanns. 1880 wurde der mechanische Webstuhl in Tönisvorst eingeführt; er konnte acht Handwebstühle ersetzen. Die rund 400 Heimweber wechselten vom Handwebstuhl daheim in die Fabriken der Nachbarstädte als abhängige Lohnarbeiter. Die Volksschule wurde am Marktplatz bezogen. Im Jahr 1881 fiel die Mühle von Scheerer, die am Wilhelmplatz stand, einem Brand zum Opfer. Im Jahr 1882 erfolgte ein erster organisierter St.-Martins-Zug in St. Tönis. Im Jahr 1883 kam es zur Gründung der Freiwilligen Feuerwehr Vorst. Im Jahr 1885 folgte die Gründung eines Kirchenchores. Im Jahr 1886 wurde ein neues Spritzenhaus der Feuerwehr am Rathaus in der Hochstraße gebaut. Im Jahr 1893 wurde in St. Tönis das erste Telefon angeschlossen. Mitte bis Ende des 19. Jahrhunderts gab es neben der Landwirtschaft noch Nagelschmieden, Zinngießer, Töpfer und wenige Hausweber.

### 20. Jahrhundert
In den ersten Jahrzehnten des 20. Jahrhunderts gab es noch rund zehn bäuerliche Betriebe, die im Ortskern angesiedelt waren. Als industrielle Betriebe existierten in Tönisvorst in den 1920er Jahren eine Webschützen-Fabrik, eine Krautpresse, eine Kapokfabrik, ein Mühlenbetrieb und zwei Ziegeleien. Daneben gab es landwirtschaftliche Handwerksbetriebe wie Sattlereien und neun Schmieden. Schmuggel war zu dieser Zeit verbreitet und einträglich: Schmuggler kauften in den Niederlanden günstig Kaffee oder Tabak und verkauften ihn in Deutschland.
Die Katholische Knabenschule an der Schulstraße wurde in den Jahren 1902 und 1903 gebaut. Im Jahre 1906 zog erstmals ein organisierter Karnevalszug durch den Ort. Im Jahr 1907 wurde die Synagoge an der Wilhelmstraße (heute Kolpingstraße) eingeweiht. Im Jahr 1911 wurde das Postgebäude an der Bahnstraße bezogen (heute Verwaltung). Am Hospitalplatz wurde ein Krankenhaus gebaut. Das alte Krankenhaus an der Kempener Straße wurde ein Jahr später zum Altersheim. Im Jahr 1913 wurde das Rathaus an der St. Töniser Straße gebaut. Im Jahr 1918 besetzten Truppen der Alliierten das Rheinland, Vorst war von 1918 bis 1926 von Belgiern besetzt. Im Jahr 1920 firmierten nach Zusammenschluss die beiden großen Brauereien als Ortmanns & Rixen (Ort-Rix). Im Jahr 1927 wurde das Strandbad am Tacksee eröffnet.
Im Jahr 1929 wurde der Forstwald an Krefeld verkauft, und der Grundstein des Wasserturmes wurde gelegt. Im Jahre 1931 begann der Ausbau des Gotthardus-Krankenhauses durch einen dreigeschossigen Flachbau inklusive großem Operationsraum und Entbindungszimmer. In den 1940er Jahren wurde das Krankenhaus durch Umbaumaßnahmen um ein Altenheim ergänzt.
Im Jahr 1933 wurde die NSDAP stärkste Partei, sowohl in Vorst als auch in St. Tönis. Im Jahr 1936 wurde die „Prinzenstraße“ anlässlich des 75-jährigen Turnerschaftjubiläums in „Ludwig-Jahn-Straße“ umbenannt. Im Jahr 1939 entstand ein erstes modernes Lichtspieltheater, die „Lichtburg“, welches unmittelbar neben dem Saal Wirichs lag, in dem auch öfter ein Kinofilm zu sehen war.
Am 6. Juni 1942 verursachte eine Fliegerbombe Schäden an der katholischen Pfarrkirche St. Cornelius. Die meisten Häuser am Kirchplatz wurden zerstört.
Am 3. März 1945 eroberte das 335. US-Regiment St. Tönis; damit endeten dort NS-Zeit und Zweiter Weltkrieg. Pfarrer Friedrich Janße wurde zum Bürgermeister ernannt.
Tönisvorst wurde Teil der britischen Besatzungszone.
Im Jahr 1947 wurde die wiederhergerichtete katholische Kirche eingeweiht.
In den 1950er Jahren spezialisierte sich die Landwirtschaft unter anderem auf den Obstanbau. Ein SB-Supermarkt eröffnete auf dem Gelände des ehemaligen Tacksees. Die Firma Arca Regler zog mit ihrer Produktionsstätte in die ehemaligen Räume des „Hotels zur Post“ am Markt. 1949 wurde die Vorster Siedlergemeinschaft gegründet; ab 1951 wurde am südlichen Ortsrand gebaut.
Die Kreis- und Stadtsparkasse Kempen übernahm die Gemeindesparkasse als Zweigstelle. 1952 wurde der Neubau der Evangelischen Schule an der Hülser Straße eingeweiht; die Siedlung „Kirchenfeld“ entstand. Die Alliierten rodeten ein etwa 60 Morgen großes Gelände im Forstwald für die Franziska-Kaserne. Ab Anfang der 1950er Jahre nahm die Zahl der PKW stark zu; die Kuh-, Süchtelner, Kempener und die St. Töniser Straße (damals Krefelder Straße) wurden befestigt. Im Jahr 1953 wurde die evangelische „Christuskirche“ an der Hülser Straße eingeweiht. Durch den Flüchtlingsstrom war die Protestantenzahl in St. Tönis auf rund 2000 gewachsen.
Im Jahr 1954 zerstörte ein Wirbelsturm ein Vereinsheim der Turnerschaft. 1955 bildeten sich erste Straßengemeinschaften. 1957 brannten die Mühlenwerke Mertens aus. Es entstand ein Bus- und Straßenbahnhof am Wilhelmplatz. Im Jahr 1958 gab es einen Grenzänderungsvertrag; der ehemalige Bahnhof Vorst und ein dazugehöriger 17 Hektar großer Streifen gingen an Anrath. Das Hochkreuz am Friedhof wurde als Mahnmal der Weltkriegsopfer gebaut. Eine Sportstätte an der Gelderner Straße, die Jahnsportanlage, wurde ebenfalls 1958 fertiggestellt und 1971 um eine Sporthalle ergänzt. Im Jahr 1959 ging der Straßenausbau weiter.
Vorst nahm mehrere hundert Heimatvertriebene aus Ostpreußen, Pommern, Schlesien und dem Sudetenland auf. Dadurch stieg der Anteil der evangelischen Christen in der Ortsbevölkerung. An der Jahnstraße (heute Schützenstraße) wurde eine kleine evangelische Holzkirche gebaut. Im Jahr 1960 erhielt die Pfarrkirche St. Cornelius in St. Tönis fünf Bronzeglocken mit den Tönen b°, c′, es′, f′, g′. Die Gewichte der Glocken betragen 3704, 2491, 1460, 986 und 697 kg. Sie wurden bei der Glockengießerei Petit & Gebr. Edelbrock in Gescher gegossen.
Eine neue evangelische Schule entstand auf dem Gelände der ehemaligen katholischen Volksschule an der Jahnstraße. Zuvor war die zweiklassige evangelische Volksschule mit einer Klasse im Gebäude der katholischen Volksschule und mit der zweiten im katholischen Pfarrheim untergebracht. Zwischenzeitlich war sie im Sälchen einer Gastwirtschaft in der Kuhstraße untergebracht.
Im Jahre 1961 wurde ein neues Postamt (mit der neuen vierstelligen Postleitzahl 4154) an der Ludwig-Jahn-Straße eröffnet. 1962 folgte eine Erweiterung der Vorster Volksschule durch einen Anbau an der Südseite. Weiterhin erfolgte ein erster Spatenstich zum Neubau des Krankenhauses/Altenheimes.
Das Teilstück der Schelthofer Straße zwischen Vorster Straße und Westring (damals Friedhofstraße) wurde anlässlich des 125-jährigen Bestehens der Brauerei Rixen in „Brauereistraße“ umbenannt. Im Jahr 1964 kam es zur Gründung von action medeor, dem weltweit größten Medikamenten-Hilfswerk. Eingeweiht wurde das neue Rathaus an der Bahnstraße (heute Stadtverwaltung) im Neubau Schule in Unterweiden (heute Kempen). Das neue Altenwohn- und Pflegeheim (Antoniusstift) an der Kempener Straße wurde belegt.
Im Jahr 1967 wurde das Vorster Krankenhaus geschlossen; das Altenheim blieb noch einige Jahre bestehen. Im Jahr 1968 wurde die Gemeinschaftshauptschule eingeweiht. Eine Kildersmühle musste dem Ausbau der Mühlenstraße (heute Hauptstraße) weichen und ein erstes Hallenschwimmbad an der Schelthofer Straße wurde eröffnet. Am 1. Januar 1970 wurden die damaligen Gemeinden St. Tönis und Vorst nach dem Gesetz zur Neugliederung des Kreises Kempen-Krefeld und der kreisfreien Stadt Viersen zur neuen Gemeinde Tönisvorst zusammengeschlossen. In St. Tönis wurde eine Realschule mit zwei Klassen in den Räumen der Schule an der Hülser Straße eröffnet. Zwischen St. Tönis und Vorst entstand das Gewerbegebiet Tempelshof.
An der neuen Gemeinschaftsgrundschule im Kirchenfeld wurde der Schulbetrieb aufgenommen. Im Jahr 1971 wurde das Hallenbad um ein Freibad ergänzt.
Die ehemalige Wilhelmstraße wurde anlässlich des 100-jährigen Bestehens der Kolpingsfamilie St. Tönis in „Kolpingstraße“ umbenannt. An der Lutherstraße entstand eine evangelische Kirche. Im Jahr 1972 erhielt die Gemeinde ein neues Wappen. Im Jahr 1973 wurde ein erster kommunaler Kindergarten im Biwak eröffnet. Die Rosentalhalle in der Jahnsportanlage fiel einem Großbrand zum Opfer und wurde am gleichen Ort erneut errichtet. Im Jahr 1975 wurde der Kreis Kempen-Krefeld erweitert und nach dem Sitz der Kreisstadt in „Kreis Viersen“ umbenannt. Nachdem das Schulzentrum Corneliusfeld 1974 Richtfest feiern konnte, konnte die Realschule – damals Kreisrealschule – aus der Schule an der Hülser Straße ziehen und ihre Räumlichkeiten im neuen Schulzentrum beziehen.
Im Jahr 1977 wurde der 1850 erbaute Saal „Wirichs“ im Rahmen der Ortskernsanierung abgerissen. Die Freizeitanlage „Pastorswall“ wurde fertiggestellt und der sanierte Seulenhof seiner Bestimmung übergeben. Im Jahr 1979 wurden die Stadtrechte verliehen. Im selben Jahr wurde eine Städtepartnerschaft mit der französischen Stadt Sées beschlossen. Im Jahr 1980 fand eine Festwoche zum 600. Geburtstag von St. Tönis statt. Die Breite Straße wurde in „Rue de Sees“ umbenannt. Die neue Stadtbücherei im Rathaus wurde eröffnet. Im Jahr 1981 wurde die Fußgängerzone Hochstraße, Rathausplatz, Antoniusstraße fertiggestellt.
Im Jahr 1983 wurde an der Kolpingstraße gegenüber der ehemaligen Synagoge das Mahnmal zur Erinnerung an Judenverfolgung und Holocaust eingeweiht. Am 7. November 1984 fand in der Rosentalhalle ein weithin beachtetes Konzert der Kölner Rockgruppe BAP statt. Im Dezember 1984 wurde die Brauerei Rixen stillgelegt. 1985 war ein Abriss am Vorster Krankenhaus. Im Jahr 1986 bekam Tönisvorst ein Gymnasium. Das „Städtische Gymnasium Tönisvorst“, später umbenannt in „Michael-Ende-Gymnasium“, nahm im Schulzentrum Corneliusfeld den Unterricht auf. Im Jahr 1988 wurde das neue Sparkassengebäude an der Ecke Krefelder-/Ringstraße fertiggestellt. Im Jahr 1989 wurden die Mertenshäuser an der Kirchstraße nach Renovierung als Bürger-Begegnungsstätte mit Saal, Hotel und Gaststätte eingeweiht.
Die Sparkasse Tönisvorst fusionierte mit der Sparkasse Krefeld. Der Erlös floss in eine Sparkassenstiftung. Im Jahr 1994 wurde der neu gestaltete „Alte Markt“ fertiggestellt und es kam dort zur Einweihung des St.-Martin-Denkmals. Im September 1995 wurde das erweiterte Seniorenheim eingeweiht. Nach Abriss des alten Hallenbades wurde an der gleichen Stelle ein neues Spaßschwimmbad eröffnet, das den Namen „H2Oh“ erhielt und mit seinem Blockheizkraftwerk auch das Neubaugebiet „Pipper“ am westlichen Ortsrand mit Nahwärme versorgte.
Im Jahr 1995 wurde ein Minderheitsanteil (49 %) an den Stadtwerken Tönisvorst von der Stadt Tönisvorst an RWE Energie gegen Einbringung des Stromversorgungsnetzes im Ortsteil St. Tönis veräußert. Am 1. Juni 1999 übernahm RWE Energie die Stadtwerke komplett; am 1. Januar 2006 erwarben die Niederrheinwerke Viersen die Stadtwerke Tönisvorst vollständig. Zum 1. Januar 2011 fusionierten die Niederrheinwerke Viersen und die NVV AG, Mönchengladbach, schließlich zur NEW Niederrhein Energie und Wasser GmbH.
Ab 1996 entstanden rund 450 Wohneinheiten im Gebiet zwischen Friedrichstraße, Gelderner Straße und Biwak rund um den Düngelshof, umgangssprachlich „Pipper-Gebiet“. Im Jahr 1997 wurden zwei Neubaugebiete an der Willicher-/Benrader Straße und der Corneliusstraße/Südring erschlossen und etwa 300 beziehungsweise 75 Wohneinheiten errichtet. Im Jahr 1999 begann eine Städtepartnerschaft mit Staré Město in Tschechien.

### 21. Jahrhundert
Im Jahr 2001 wurde die städtische Kindertagesstätte (KiTa) Feldstraße vom Landessportbund (LSB) – als erste Einrichtung in NRW, die nicht in Trägerschaft eines Vereins ist – als anerkannter Bewegungskindergarten ausgezeichnet. Im März 2002 fand zum letzten Mal die Veranstaltung „Freedom Of The City“ statt. Die Fernmeldekompanie „280 (UK) Squadron“ zog von der Franziska-Kaserne nach Niederkrüchten-Elmpt. 2003 wurde das Neubaugebiet Gerkeswiese erschlossen. Im Januar 2003 erfolgte die Einweihung des Neubaus der Katholischen Grundschule an der Schulstraße.
Im Jahr 2005 war die Bürgerinitiative „Grüner Pastorswall“ an der Erhaltung der Freizeitanlage Pastorswall beteiligt. Außerdem wurde das neue Gewerbegebiet „Tacksee“ mit zahlreichen namhaften Einzelhandelsunternehmen eröffnet. Im Januar 2007 wurde ein Mitglied der Tönisvorster Freiwilligen Feuerwehr durch den Sturm „Kyrill“ während eines Sturmeinsatzes tödlich verletzt. Zudem wurde eines der Wahrzeichen der Stadt, die „Streuffmühle“, beschädigt. Ihr Flügelkreuz musste abgenommen werden. Im Jahr 2007 wurde das Neubaugebiet „Blaumeisenweg“ am Südring/Viersener Straße erschlossen. Im Jahr 2008 feierte der Löschzug Vorst der Freiwilligen Feuerwehr Tönisvorst sein 125-jähriges Jubiläum.

### Eingemeindungen
Entsprechend dem Gesetz zur Neugliederung des Kreises Kempen-Krefeld und der kreisfreien Stadt Viersen wurden zum 1. Januar 1970 die Gemeinden St. Tönis und Vorst zu einer neuen Gemeinde mit dem Namen Tönisvorst zusammengeschlossen. In die neue Gemeinde wurden außerdem Gebietsteile der bisherigen Gemeinden Anrath, Neersen und Oedt eingegliedert. Gleichzeitig wurden Gebietsteile der bisherigen Gemeinden St. Tönis und Vorst in die Stadt Krefeld und die neugebildete Stadt Kempen ausgegliedert.

### Entwicklung der Einwohnerzahlen

#### Von 1796 bis 1998
| Jahr | St. Tönis | Vorst     | zusammen bzw. Tönisvorst |
| ---- | --------- | --------- | ------------------------ |
| 1796 | ca. 900   | ca. 1.600 | ca. 2.500                |
| 1814 |           |           | 1.355                    |
| 1826 | 2.911     |           |                          |
| 1850 |           | ca. 4.000 |                          |
| 1925 |           |           | 7.802                    |
| 1961 | 12.407    | 5.385     | 17.792                   |
| 1963 | 13.000    |           |                          |
| 1984 | 16.664    | 5.249     | 21.913                   |

#### Seit 1998

Einwohnerentwicklung seit 1998

(jeweils zum 31. Dezember)
| Jahr | Einwohner |
| ---- | --------- |
| 1998 | 30.039    |
| 1999 | 30.302    |
| 2000 | 30.347    |
| 2001 | 30.477    |
| 2002 | 30.479    |
| 2003 | 30.370    |
| 2004 | 30.343    |
| 2005 | 30.140    |

| Jahr | Einwohner |
| ---- | --------- |
| 2006 | 30.238    |
| 2012 | 29.322    |
| 2013 | 29.181    |
| 2015 | 29.296    |
| 2018 | 29.306    |
| 2019 | 29.336    |
| 2022 | 29.319    |

## Religionen
In Tönisvorst wurden 2023 11.476 katholische Kirchenmitglieder gezählt, 2022 waren es noch 11.927.

## Politik

### Stadtrat
Der Stadtrat setzt sich seit dem 31. Januar 2019 wie folgt zusammen:
| Fraktion: | CDU | SPD | FDP | Grüne | UWT* | GUT** | fraktionslos | Gesamt   |
| --------- | --- | --- | --- | ----- | ---- | ----- | ------------ | -------- |
| Sitze:    | 16  | 11  | 2   | 4     | 2    | 2     | 1            | 38 Sitze |

* Unabhängige Wählergemeinschaft Tönisvorst     ** Gemeinschaft Unabhängiger Tönisvorster
Weiteres Mitglied des Gremiums ist der Bürgermeister.
Das Kommunalwahlergebnis vom 25. Mai 2014 ergab zunächst die folgende Zusammensetzung des Stadtrates:
| Liste: | CDU | SPD | FDP | Grüne | UWT* | GUT** | Gesamt   |
| ------ | --- | --- | --- | ----- | ---- | ----- | -------- |
| Sitze: | 17  | 11  | 2   | 4     | 3    | 1     | 38 Sitze |

Am 19. Dezember 2018 verließ ein Ratsmitglied die CDU-Fraktion. Im Februar 2018 trat dieses Ratsmitglied der Gemeinschaft Unabhängiger Tönisvorster (GUT) bei. Seitdem ist die GUT wieder als Fraktion im Rat der Stadt Tönisvorst vertreten.
Am 31. Januar 2019 trat ein Ratsmitglied aus der UWT-Fraktion aus und ist seitdem als fraktionsloses Mitglied im Rat der Stadt Tönisvorst vertreten.
Das Kommunalwahlergebnis vom 13. September 2020 ergab zunächst die folgende Zusammensetzung des Stadtrates:
| Liste: | CDU | SPD | Grüne | UWT* | GUT** | FDP | Gesamt   |
| ------ | --- | --- | ----- | ---- | ----- | --- | -------- |
| Sitze: | 17  | 11  | 10    | 5    | 3     | 2   | 48 Sitze |

* Unabhängige Wählergemeinschaft Tönisvorst     ** Gemeinschaft Unabhängiger Tönisvorster
Weiteres Mitglied des Gremiums ist der Bürgermeister.

### Wappen und Flagge

#### Wappen
Der damaligen Gemeinde Tönisvorst, Stadt seit dem 27. März 1979, ist mit Urkunde des Regierungspräsidenten in Düsseldorf vom 22. Juni 1972 das Recht zur Führung eines Wappens verliehen worden.

„Beschreibung des Wappens:
 In Silber (weiß) eine durchgehende, gestürzte blaue Spitze, belegt mit einem schwebenden goldenen (gelben) Antoniuskreuz.“

Die Farben Blau/Silber stammen aus dem Wappen der früheren Gemeinde Vorst. Sie wurden vereinigt mit dem goldenen Antoniuskreuz auf blauem Grund, das dem Wappen der früheren Gemeinde St. Tönis – blaues Antoniuskreuz auf goldenem Grund – entlehnt ist.
Außerdem erinnert die V-Form der blauen Spitze an den ersten Buchstaben des Ortsnamens „Vorst“; das Antoniuskreuz ähnelt dem Großbuchstaben T im Ortsnamen „St. Tönis“.
Die Grundfarbe des Vorster Wappens ist Silber.
Die heraldischen Elemente des Wappens der Gemeinde Vorst haben ihren Ursprung in der geschichtlichen Vergangenheit der Gemeinde.
Das Wappen wird durch das schwarze Kurkölner Kreuz in vier Felder geteilt. Die beiden oberen zeigen die Wappenbilder der ehemaligen Grundherren von Vorst, links der Herren von Brempt (fünf horizontale Querbalken), rechts der Herren von Donk (eine Gleve). Der Schlüssel im unteren linken Feld stammt aus dem Gerichtssaal des kurkölnischen Gerichts bei der alten Kirche St. Peter (Honschaftsgericht Kapelle St. Peter – zugleich älteste christliche Kirche des Kempener Landes -). Der Bischofsstab im unteren rechten Feld weist auf den Kirchenpatron St. Gotthardus, einst Bischof von Hildesheim, hin.
Der Gemeinde Vorst ist die Erlaubnis zur Führung des Wappens durch Erlass des Preußischen Ministerpräsidenten und des Preußischen Innenministeriums vom 20. April 1928 erteilt worden.

Stadtwappen
Flagge der Stadt Tönisvorst
Wappen der ehem. Gemeinde St. Tönis
Wappen der ehem. Gemeinde Vorst

#### Flagge
Der damaligen Gemeinde Tönisvorst, Stadt seit dem 27. März 1979, ist ferner mit Urkunde des Regierungspräsidenten in Düsseldorf vom 22. Juni 1972 das Recht zur Führung einer Flagge verliehen worden.

„Beschreibung der Flagge:
 In Weiß eine durchgehende, gestürzte blaue Spitze, belegt mit einem schwebenden, langgestreckten gelben Antoniuskreuz.“

### Städtepartnerschaften
- Sées (Frankreich)
- Staré Město (Tschechien)
- Laakdal Ortsteil Vorst (Belgien)

## Kultur und Sehenswürdigkeiten

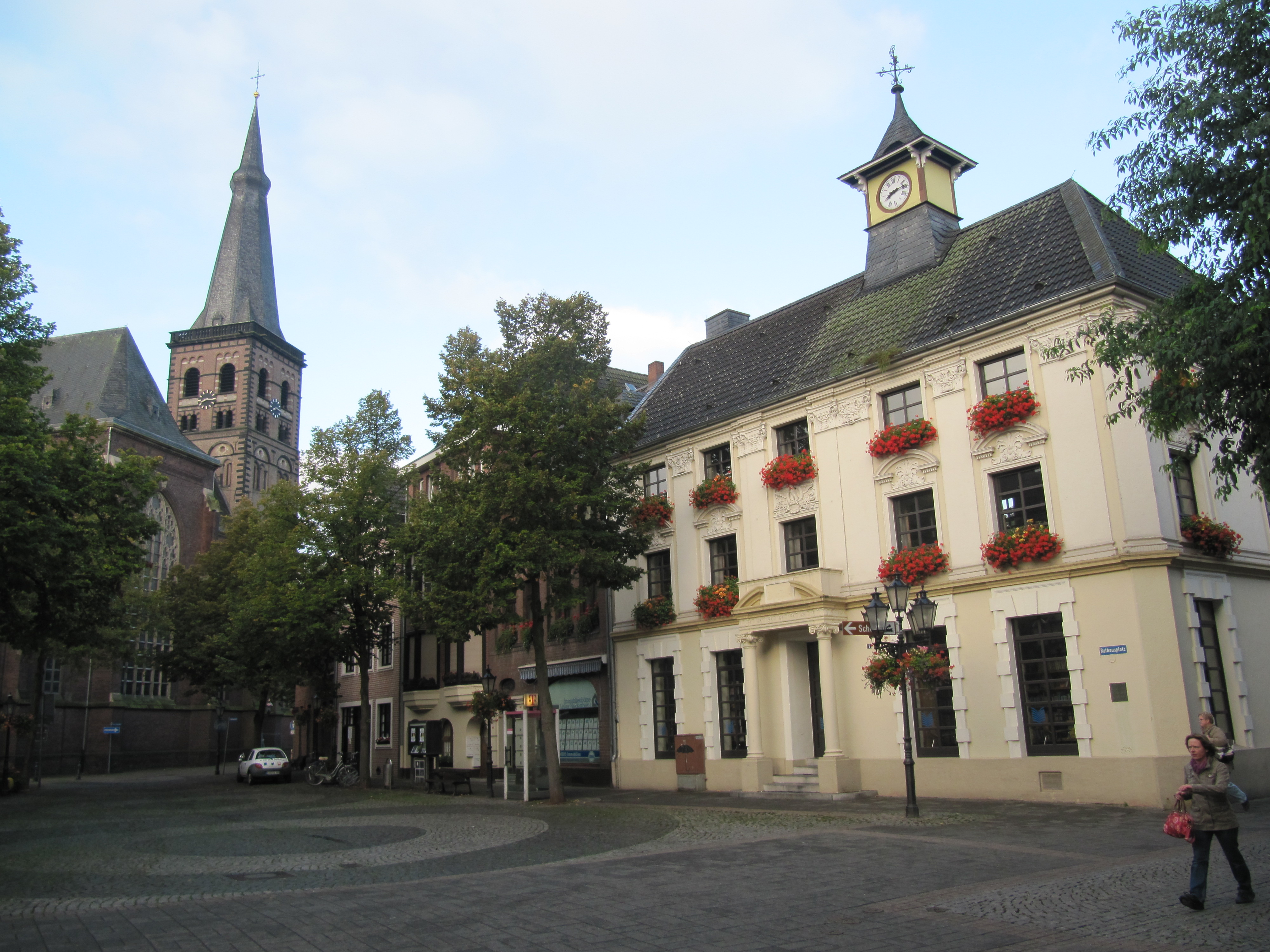
Rathausplatz – rechts das alte Rathaus, links die Pfarrkirche St. Cornelius

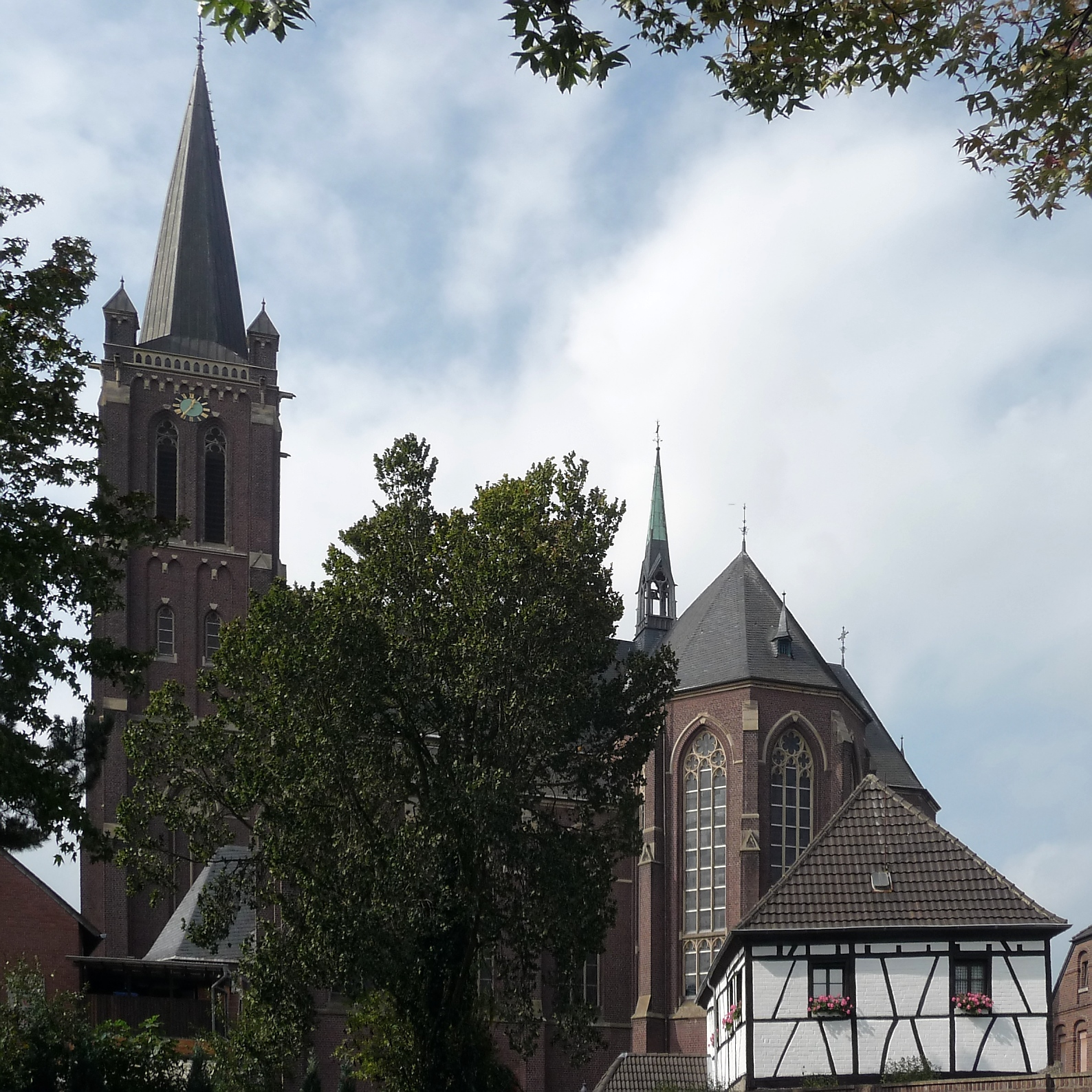
Pfarrkirche St. Godehard

### Bauwerke
Sehenswert sind die vier Herrenhäuser im Stadtteil Vorst. Das Haus Donk wurde mehrere Jahre lang vom US-amerikanischen Fußballnationaltorhüter Kasey Keller bewohnt, als dieser für Borussia Mönchengladbach spielte.
- Altes Rathaus, St. Tönis
- Mertenshof, St. Tönis
- Wasserturm, St. Tönis
- Haus Raedt, Vorst
- Haus Brempt, Vorst
- Haus Neersdonk, Vorst
- Haus Donk, Vorst
- Gelleshof
- Streuff-Mühle, Gelderner Straße, erbaut 1769/70
- Pfarrkirche St. Cornelius, St. Tönis.
- Pfarrkirche St. Godehard, Vorst

### Bewegliches Denkmal
- Schluff Museumseisenbahn, St. Tönis

### Regelmäßige Veranstaltungen
- Das Vorster Schützenfest findet immer am ersten Wochenende nach dem 5. Mai statt, es sei denn, der 5. Mai ist ein Sonntag, dann findet das Vorster Schützenfest an diesem Wochenende statt. Dabei wechseln sich die drei Vorster Bruderschaften Jahr für Jahr bei der Ausrichtung ab.
- St. Töniser Wochenmarkt, jeden Donnerstagvormittag auf dem Marktplatz
- Vorster Wochenmarkt, jeden Donnerstagnachmittag auf dem Marktplatz
- St. Martin in Vorst findet jährlich am 9. November statt.
- Lumpenball der Rheinischen Landjugend Tönisvorst e. V., immer eine Woche vor Karneval (samstags)
- Tönisvorster „BeachBrause“ (vor 2024: „Rocknacht“) der evangelischen Jugend an einem Samstagabend im Sommer
- Konzerte im „Beach“ der evangelischen Jugend St. Tönis – mit der BeachBrause die größten Jugendevents in der Stadt
- Laienspielgruppe „Salz und Pfeffer“ der Kolpingsfamilie Vorst bietet seit 1991 jährlich am letzten Wochenende im Oktober in Vorst wechselnde Theaterstücke an. Teilweise mit eigenen – von Vorstern für Vorster geschriebenen – Stücken, die einen Einblick in das Leben in einem kleinen Ort am Niederrhein gewähren. Mitte November finden die Theaterstücke dann in St. Tönis statt.
- Am ersten Sommerferienwochenende veranstaltet der Serviceclub Round Table auf dem St. Töniser Rathausplatz das Open-Air-Konzert „Rock am Rathaus“.

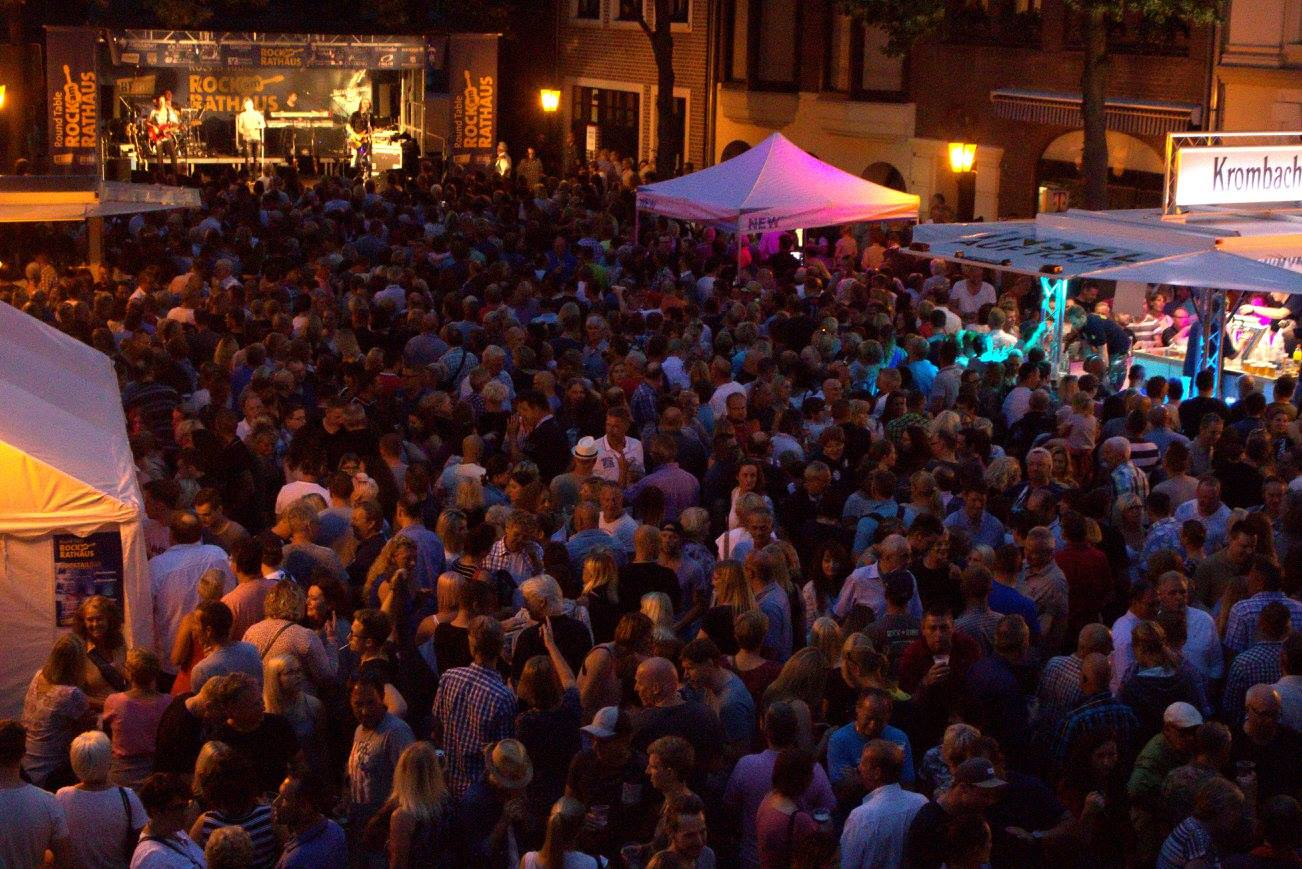
Rathausplatz in St. Tönis während der Veranstaltung „Rock am Rathaus“ am 22. Juli 2017

### Sport
Im Jahr 2022 fusionierten die bis dahin rechtlich selbständigen Vereine DJK Teutonia St. Tönis, und der SV St. Tönis zum SC St. Tönis e. V. Dieser neu gebildete Verein ist Mitglieder-mäßig größte Sportverein der Stadt und deckt neben Fußball zahlreiche weitere Sportarten ab.
Weitere bedeutende Vereine sind der TV Vorst, die Turnerschaft St. Tönis, der SV Vorst, die HFC Vorster Frösche und der BC Tönisvorst. Der in der Kreisliga spielende SV Vorst, der seit 2011 über einen neuen Kunstrasenplatz mit Laufbahn verfügt, kann mit dem zusätzlichen Naturrasenplatz auf modernste Sportanlagen zurückgreifen. Der TV Vorst ist regional durch die erfolgreiche Handballabteilung bekannt geworden. Der Verein, der durch gezielte Jugendarbeit den Grundstein für erfolgreichen Handball legt, spielt seit Jahren in der Verbandsliga. Die Turnerschaft ist der an Mitgliedern größere Verein und stieg nach zwei Jahren in der Verbandsliga am Ende der Saison 2006/07 wieder in die Landesliga ab. Ende der 1970er Jahre spielte die 1. Herren-Mannschaft zeitweilig in der 2. Handball-Bundesliga und verlor 1979 das Aufstiegsspiel gegen TuSEM Essen. Der Verein konnte durch die Jugendmannschaften in den letzten Jahren einige Erfolge verbuchen. Der BC Tönisvorst hingegen bietet Badminton-Freunden aus Tönisvorst und Umgebung nun bereits seit über 50 Jahren eine sportliche Heimat. Der Schießsport wird durch den Verein Schießfreunde-Freischütz-Tell 1926 St. Tönis e. V. vertreten, der seit 1977 über eine eigene Schießsportanlage verfügt.
Jedes Jahr im April findet der große Volkslauf „Apfelblütenlauf“ zu Gunsten des Medikamenten-Hilfswerks action medeor statt.

### Mundart
Sowohl im Stadtteil St. Tönis (Zent Tüenesser Platt) als auch – mit etwas unterschiedlicher Aussprache – im Stadtteil Vorst (Vörschter Platt) wird die Limburgische Mundart gepflegt. Platt war noch bis kurz nach dem Zweiten Weltkrieg die Umgangssprache der überwiegenden Bevölkerung. Heute sprechen überwiegend nur noch ältere Bürger unverfälschtes Platt; die jüngere Generation spricht – in zwangloser Runde – eher ein Gemisch aus Hochdeutsch und Mundart, von Sprachwissenschaftlern Regiolekt oder Niederrhein-Deutsch genannt.
Tönisvorster Platt steht in gewisser Hinsicht dem Krefelder aber auch dem Viersener Dialekt nahe – wenngleich es für den Eingeweihten deutlich heraushörbare Unterschiede gibt. Tönisvorst liegt im Niederländischen Sprachraum nördlich der sogenannten Benrather Linie (mit der maache-maake-Unterscheidung), die als Grenze zum Mittelfränkischen gilt. 
Auch wenn die Mundart auf dem Rückzug ist, so wird Platt zu Karneval, auf Mundartabenden und in Vereinen gepflegt. So gibt es in den Tönisvorster Ortsteilen Karnevals- und Heimatvereine, die mit eigenem Internetauftritt für die Erhaltung des örtlichen Platt werben. Hervorzuheben sei hier
- der Heimatbund St. Tönis[19]
- der Heimatverein Vorst[20]
- Wäe die Jeschichte van Zent Tüenes schriewe well, dä kömmt jau op enne Schöeper dä enne Osterhee (Osterheide) en Beld van dä hellije Antonius jefongen hät. Dat Beld hät dä Schöeper joot verstoppt, äwer jrad eene Daach later fong hä op die selve Stell dat jlieke Beld noch ens on an dä nächsten Daach noch ens… Doa woer für dä Schöeper kloor dat jenau an die Stell tu Iere van dä hellije Tünn (Antonius), en Kapellke jebout werde soll. Dat woar dän Anfong van os Zent Tüenes.

## Wirtschaft und Infrastruktur

### Unternehmen
Die lokale Wirtschaft von Tönisvorst ist überwiegend mittelständisch geprägt. Bis Ende der 2000er Jahre gab es mit der KRESS-Textilveredelung einen bedeutenden Anbieter aus der Textilindustrie. Mit der dritten Insolvenz des Unternehmens endete 2011 die lange Historie der Textilindustrie in Tönisvorst fast vollständig. Heute sind auf dem Gelände mehrere kleinere Unternehmen aus dem Bereich Dienstleistungen sowie kleinere verbliebene Textilverarbeitungsbetriebe angesiedelt. Mit der Abbelen Fleischwaren GmbH und Arca Regler GmbH am nördlichen Ortsrand des Stadtteils Vorst gibt es zwei überregional bekanntere Unternehmen. Ein größeres überregional bedeutendes Unternehmen im Stadtteil St. Tönis war bis 2011 die Deutschlandzentrale des japanischen Autoherstellers Daihatsu. Im Zuge der Erschließung des Gewerbegebiets Hohenhöfe, wo die SB-Warenhauskette Real u. a. den ersten sog. Future Store eröffnete, wurden in den letzten Jahren weitere mittelständische Unternehmen in Tönisvorst angesiedelt. Seit März 2022 wird das SB-Warenhaus von der Warenhauskette Globus betrieben. Im Stadtteil Vorst ist die auf die Gewinnung des nachwachsenden Rohstoffs Holz des Kiri-Baums fokussierte WeGrow GmbH ansässig.
Mit dem fortschreitenden Rückzug der Deutschen Bank aus der Fläche und der damit verbundenen Schließung der örtlichen Filiale verfügt Tönisvorst mit der Sparkasse Krefeld und der Volksbank Krefeld mit Präsenz in jeweils beiden Stadtteilen noch über zwei Kreditinstitute, die sich der Förderung der lokalen Wirtschaft und Privatkunden verpflichtet haben.

### Verkehr
Am Rande des Ortsteiles Laschenhütte, bereits auf Krefelder Stadtgebiet, liegt an der Bahnstrecke Duisburg-Ruhrort–Mönchengladbach der Haltepunkt Forsthaus, der von den Regionalbahnen RB33 (Aachen – Mönchengladbach – Krefeld – Duisburg – Essen) und RB35 (Mönchengladbach – Krefeld – Duisburg – Oberhausen – Gelsenkirchen) angefahren wird.

#### ÖPNV
Neben Buslinien, wie dem Städteschnellbus SB 87 von Viersen über Anrath Bf, Vorst, Kempen Bf, Grefrath nach Nettetal-Lobberich, wird der östliche Stadtteil St. Tönis durch die Straßenbahnlinie 041 der Krefelder SWK Mobil angefahren. Ergänzt wird dieses Angebot durch einen Bürgerbus sowie die Linie 068 zwischen Krefeld-Forstwald und Kempen Bahnhof, die durch St. Tönis fährt und den Wilhelmplatz als wichtigste Haltestelle bedient. Sowohl die 041, 062, 064, 068 als auch der Bürgerbus halten hier. Über den Wilhelmplatz gelangt man nach Vorst, nach Kempen und nach Krefeld. Mit der Straßenbahnlinie 041 besteht eine Anbindung an die Krefelder Innenstadt, und mit ihr beginnt auch die längste Straßenbahnfahrt Deutschlands.
Außerdem endet hier der „Schluff“, eine Museumsbahn, von Krefeld-Hülser Berg.

#### Hauptverkehrsstraßen
St. Tönis ist an den Siedlungsrändern von einem Außenring umgeben, über den man über vier Verkehrsknotenpunkte in alle Richtungen gelangt:
- Über die im Süden des Ortes gelegene Kreuzung Nüss Drenk (L 362) / Südring (L 379) gelangt man vom Außenring weg nach Krefeld-Forstwald, die A 44 und ins Krefelder Industriegebiet „Stahldorf“.
- Über die Kreuzung Düsseldorfer Straße (L 379) / Südring (L 475) gelangt man entweder in Richtung Westen in die Gemeinde Vorst (Tönisvorst) oder in Richtung Süden nach Anrath und zur A 44.
- Über den am nordwestlichen Stadtrand gelegenen Kreisverkehr Düsseldorfer Straße (L 379) / Biwak (K 22) gelangt man in Richtung Westen nach Oedt oder in Richtung Norden nach Kempen.
- Über die Kreuzung Biwak (K 22)/Hülser Straße (L 379) erreicht man in Richtung Norden die A 40 oder Krefeld-Hüls.

Über eine weitere vom Ortskern auswärts führende Straße „St. Töniser Straße“ (L 475) gelangt man über eine direkte Verkehrsanbindung in die Krefelder Innenstadt.
Die nächstgelegenen Autobahnen sind die A 40, die etwa zwölf Kilometer nördlich von St. Tönis verläuft, in nur fünf Kilometer vom südlichen Ortsausgang von St. Tönis sind die Ausfahrten Krefeld-Fichtenhain und Krefeld-Forstwald der A 44 zu erreichen.

## Bildung
Die Stadt hat vier Grundschulen, davon drei in St. Tönis und eine in Vorst:
- Katholische Grundschule St. Tönis
- Gemeinschaftsgrundschule Corneliusstraße St. Tönis
- Gemeinschaftsgrundschule Hülserstraße St. Tönis
- Städt. Gemeinschaftsgrundschule Vorst

Die Stadt hat zwei weiterführende Schulen:
- Michael-Ende-Gymnasium

- Die Rupert-Neudeck-Gesamtschule war vor 2016 eine Sekundarschule, bis sie nach Rupert Neudeck umbenannt und in eine Gesamtschule umgewandelt wurde.
- Die dritte weiterführende Schule, die Realschule Leonardo da Vinci wurde Mitte 2018 geschlossen.

## Stadtentwicklungskonzept 2035
Unter dem Namen STEK Tönisvorst 2035 (STadtEntwicklungsKonzept) erarbeitet die Stadt Tönisvorst seit 2019 in Zusammenarbeit mit einem Dortmunder Planungsbüro ein integriertes Stadtentwicklungskonzept. Wichtige Themen sind die Wohn- und Einkaufssituation, die Fortbewegung, die Freizeitgestaltung sowie der Umweltschutz.